# Vlag van Kelmis
De vlag van Kelmis is de gemeentelijke vlag van de Luikse gemeente Kelmis. De vlag kan als volgt worden beschreven:
Drie even lange banen van zwart, wit en blauw, met op het midden van de witte baan het gemeentewapen.
De kleuren van de vlag zijn afgeleid van het gemeentewapen, dat ook op de vlag is afgebeeld. Er is mogelijk een verwijzing naar Kelmis, de hoofdstad van Neutraal Moresnet, in de kleuren van de vlag van Neutraal Moresnet.

De vlag van Neutraal Moresnet (1883–1920)